# Ключ 197
Ключ 197 (трад. 鹵, упр. 卤) — ключ Канси со значением «Соль»; один из 6-и, состоящих из 11-и черт.
В словаре Канси есть 44 символа (из 49 030), которые можно найти c этим ключом.

## История
Изначально словарь состоял из 540 идеограмм, но впоследствии был отредактирован и уменьшен (путем исправления ошибок и упразднения ненужных ключей) до классического ныне существующего списка в 214 иероглифических ключа, среди которых идеограмма 鹵 в переводе с кит. — «соль» отображала емкость или сосуд, в котором хранились кристаллы соли. Это редко употребляемый иероглиф, который в современном виде используется в значениях так или иначе имеющих отношение к соли.

### Древние изображения
Древние изображения современного варианта иероглифического ключа помогают понять изначальное значение, задуманное предками.

Вид в Цзягувэнь
Вид в Цзиньвэнь
Вид в большой печати Чжуаньшу
Вид в малой печати Чжуаньшу

## Значение
В современном китайском языке данный иероглифический ключ встречается редко и имеет следующие значения:
1. Солёная земля не пригодна для возделывания, солончаки, пласты соли в земле
2. Солевые блоки (прессованная соль)
3. Соленый, рассол
4. Темная вода, остающаяся при производстве соли
5. Соленый, тупой, грубый (оскорб., жаргон)
6. Одна из китайских фамилий

## Порядок написания
Традиционно техника азиатской каллиграфии соблюдает следующие правила последовательности написания в порядке значимости:
1. Сверху вниз
2. Слева направо
3. Пишутся сначала горизонтальные, потом вертикальные и далее откидные черты
4. Если нижняя горизонтальная черта не пересекается вертикальной, то пишется в конце
5. При написании откидных черт сначала идёт откидная влево, затем откидная вправо
6. При наличии охватывающих черт сначала пишутся внешние, затем внутренняя часть иероглифа
7. Замыкающая черта охватывающих черт пишется в последнюю очередь
8. Вертикальная черта в центре пишется первой, если она не пересекается горизонтальными чертами
9. Правая точка всегда пишется последней

## Варианты написания
Варианты написания данного ключа отличаются в зависимости от региона.
| Традиционный вид Словарь Канси, Китай | Япония | Упрощенный вид |
| ------------------------------------- | ------ | -------------- |
| ⿄                                    | 鹵     | 卤             |

## Варианты прочтения
Данный иероглифический ключ используется в письменности Китая, Тайваня, Японии, Кореи, Вьетнама и имеет разные варианты прочтения, произношения и написания, в зависимости от региона, языка и наречий:
- кит. трад. 鹵, упр. 卤, пиньинь lǔ, лю
- яп. 鹵, ro, ро
- яп. ロ, ro, ро
- яп. しお, shio, сио
- кор. 소금밭 sogeumbat, согымбат?, 로 ro, ро?

## Примеры иероглифов
В данной таблице представлен примерный список иероглифов с использованием ключа.
| Доп. черт | Иероглифы |
| --------- | --------- |
| 0         | 鹵 (卤)   |
| 4         | 䴚 鹶     |
| 5         | 鹷        |
| 7         | 𪉥 䴛     |
| 8         | 鹸        |
| 9         | 𪉴 鹹     |
| 10        | 䴜 鹺 鹻  |
| 11        | 𪉽 𪉾     |
| 12        | 䴝        |
| 13        | 𪊅 鹼 鹽  |
| 14        | 䴞        |
| 16        | 𧆗        |